# 마이애미파랑나비
마이애미파랑나비(Cyclargus thomasi bethunebakeri)는 플로리다주 남부의 해안가에 서식하는 작은 나비의 일종이다. 한때는 수가 많았으나, 이제 많이 줄어 심각한 멸종위기종이다. 야생개체를 채집해 인위번식을 하는 방법으로 복원이 이루어지고 있지만, 허리케인에 취약한 면을 보이고 있다.